# Franz Klein (Heimatforscher)
Franz Johann Klein (* 17. Oktober 1919 in Biled, Königreich Rumänien; † 15. August 2008 in Wien, Österreich) war Heimatforscher des Banats und Verbandsfunktionär der Banater Schwaben in Österreich.

## Leben
Der in Biled als Halbwaise aufgewachsene Franz Klein besuchte in Timișoara die Gewerbliche Berufs- und Fachschule und absolvierte dort eine Ausbildung zum Drechsler. Nach seiner bestandenen Meisterprüfung kehrte er in seinen Heimatort zurück und gründete dort einen eigenen Betrieb. In Timișoara trat er 1933 der Organisation Banater Wandervogel (unter der Leitung von Nikolaus Hans Hockl und Peter Maurus) bei und durchwanderte mit 16 Jungen und Mädchen 1938 das Sathmarer Land, um mit Volkstanz, Singen und Laienspiel die dortige kaum noch Deutsch sprechende Jugend für die Volkstumsarbeit zu gewinnen. Er war begeisterter Leichtathlet und gründete die erste Feldhandballmannschaft in Biled.
Das Ende des Zweiten Weltkriegs erlebte Klein auf dem Hochschwab (Steiermark). Nach seiner Entlassung aus amerikanischer Gefangenschaft 1945 begann Klein mit der Betreuung seiner nach Oberösterreich und Salzburg geflüchteten Landsleute. Er ließ sich 1949 in Wien nieder und war hier Gründungsmitglied der Landsmannschaft der Banater Schwaben in Österreich. Ab 1972 war er stellvertretender Obmann sowie Delegierter des Verbandes in der Donauschwäbischen Arbeitsgemeinschaft (DAG) in Österreich. Im Mai 1983 wurde Franz Klein einstimmig zum Obmann des inzwischen auf Verband der Banater Schwaben aus Rumänien in Österreich umbenannten Vereines gewählt; diese Funktion hatte er 17 Jahre inne.
Franz Klein wurde am Wiener Südwestfriedhof (Gruppe 31, Reihe 5, Nummer 14) bestattet.

### Publizistische Tätigkeit
Für mehrere Jahrzehnte erforschte Klein die Wiener Archive und Bibliotheken. Er sammelte dort historisches Material über das Banat und verarbeitete es in zahlreichen Aufsätzen, vor allem im ersten Teil seines bekannten und 1980 in Wien erschienenen Buches Billed. Chronik einer Heimatgemeinde im Banat in Quellen und Dokumenten 1765-1980. Dieses Buch wurde zum Standardwerk und Maßstab für Ortsmonographien und Heimatbücher. Seine Arbeit galt unter Berufshistorikern als wertvoll, so dass auch namhafte Universitäten in den Vereinigten Staaten (darunter die Harvard University), in Russland (Lomonossow-Universität) und Mitteleuropa das Buch bezogen. Klein veröffentlichte darin in großem Umfang bisher unbekanntes geschichtliches Material zur Habsburgermonarchie und dem 18. Jahrhundert, was ihm weitere Anerkennung unter Historikern einbrachte. Derzeit wird das Werk in den Vereinigten Staaten in die Englische Sprache übersetzt.
Anlässlich des 222. Gründungsjahres von Billed (1986) veröffentlichte Franz Klein im Oktober 1987 ein weiteres Buch, den Bildband Billed – 222 Jahre Musterdorf Maria Theresias im Banat in Bildern und Dokumenten 1765-1987. Aber auch anderen Heimatbüchern stellte Franz Klein wertvolles Quellenmaterial aus den Wiener Archiven zur Verfügung, so für die Ortschaften Weißkirchen, Lowrin, Neu-Arad, Marienfeld, Deutsch-Sanktmichael, Schag, Wiesenhaid, Ulmbach, Warjasch, Sanktandres, Guttenbrunn, Alexanderhausen, Mastort, Ruskodorf, Heufeld, Ruma, Slankamen, Schöndorf, Kreuzstätten, Segenthau, und andere.
Franz Klein galt als Experte auf dem Gebiet Banater Geschichte der Neuzeit und der Auswertung des Wiener Archivmaterial über das Banat.
Veröffentlichungen
- Billed. Chronik einer Heimatgemeinde im Banat in Quellen und Dokumenten 1765-1980, Eigenverlag des Arbeitskreises Heimatbuch, Salzburg, 1980, 640 Seiten
- Billed, 222 Jahre Musterdorf Maria Theresias im Banat in Bildern und Dokumenten 1765-1987 (mit 550 Abbildungen), Eigenverlag, Wien, 1987, 272 Seiten
- Dramatisches Ringen um die Festung Temeswar vor 130 Jahren. Zwei Tagebücher berichten über die Tragödie der Eingeschlossenen, in: Der Donauschwabe, Aalen, 5. August und 12. August 1979
- Die Kirchenbücher der Banater Gemeinden in den Staatsarchiven von Temeswar und Arad, in: Donauschwäbische familienkundliche Forschungsblätter, 8 (1982), Nr. 23 (März)
- Das Wiener Hofkammerarchiv als unerschöpfliche Quelle donauschwäbischer Ansiedlungsdokumentation. Aus der Sicht der Familienforscher, in: Donauschwäbische familienkundliche Forschungsblätter, 7 (1981), Nr. 22 (Dezember), S. 67–71
- Namensverzeichnis der steuerpflichtigen Personen des „Marktes Billieth im Torontaler Comitat“ aus dem Jahre 1828. Ein Beitrag zur Ahnen- und Familienforschung sowie zur Ortskunde von Billed, in: Der Donauschwabe, Aalen, 23. September 1979
- Wissenswertes und Interessantes aus dem Hofkammerarchiv in Wien, in: Werschetzer Zeitung, 8/1986
- Johannes Nepomuk – Schutzpatron des Banats. Ein Volksheiliger mit Protektion, in: Der Donauschwabe, Aalen, 6. Juni 1982
- Das Land des „Großen Schwabenzuges“ vor 210 Jahren, in: Der Donauschwabe, Aalen, 7. Juni 1981
- Quellenmaterial aus dem Hofkammerarchiv in Wien. Banater Heimat- und Familienforschung. Erbschaftsforderungen unserer Vorfahren an das Reich 1720-1800, in: Der Donauschwabe, Aalen, 4. März 1984
- Die Geschichte der Banater Deutschen – ein „Buch mit sieben Siegeln“. Kleine Zeugen einer großen Vergangenheit, in: Der Donauschwabe, Aalen, 28. Juni 1981
- In Archiven vergessen und verlassen. Die Akten aus der Zeit der Ansiedlung der Deutschen im Banat liegen in Wiener Archiven, in: Der Donauschwabe, Aalen, 19. September 1976, 6. Februar 1977, 24. April 1977, 30. April 1978
- Gründung des Vereins der Banater Schwaben in Wien. Aus den Annalen des „Vereins der Banater Schwaben“ in Wien. Studie über die Vereinsgründung, die Tätigkeit und die Zeitschrift des Vereins, in: Banater Post, München, Ausgaben Nr. 9, 15. September 1983; Nr. 11, 15. November 1983; Nr. 2, 16. Januar 1984
- Hundert Jahre Wiener Volksbildungsverein. Ein Müller-Guttenbrunn, den wir nicht kennen, in: Beiträge zur deutschen Kultur, Freiburg im Breisgau, IV (1987), 2, S. 68–71

### Soziale Tätigkeit
Nach seiner Pensionierung 1979 und besonders ab 1983, als er Obmann des Verbandes der Banater Schwaben aus Rumänien in Österreich wurde, war es Klein ein Anliegen, den in der Heimat lebenden Landsleuten materielle Unterstützung zu geben. So leitete Klein mit Hilfsorganisationen wie dem Roten Kreuz und der Caritas Spenden- und Hilfsaktionen für bedürftige Landsleute in Rumänien.
Nach der Rumänischen Revolution von 1989 organisierte und begleitete Franz Klein Hilfstransporte in das Banat, bei denen unter seiner Aufsicht in 59 Orten die Verteilung der Hilfsgüter durchgeführt wurde.
Über viele Jahre, besonders nach 1989, führte Kleins Weg jedem Nachmittag zum Wiener Westbahnhof, wo er auf den Orient-Express wartete, um dort den aus Rumänien ausreisenden Landsleuten mit Rat und Tat beizustehen.

### Ehrungen
- 1981 – Verleihung des Silbernen Verdienstzeichen der Republik Österreich, überreicht durch Bundespräsident Rudolf Kirchschläger
- 1983 – Ehrennadel in Gold der Donauschwäbischen Arbeitsgemeinschaft (DAG)
- 1988 – Verleihung des Goldenen Verdienstzeichens der Republik Österreich, überreicht durch Bundespräsident Kurt Waldheim
- 27. April 1990 – Ehrenurkunde zur Ehrenbürgerschaft von Billed, überreicht durch Bürgermeister Neu im Rathaus von Billed